# Tales of Eternia Online
Tales of Eternia Online (テイルズ オブ エターニア オンライン?, Teiruzu obu Etānia Onrain) (TOEO) è un MMORPG ambientato nell'universo della celebre serie di videogiochi per PlayStation della Namco, Tales of Eternia (conosciuto come Tales of Destiny II negli Stati Uniti). Gli eventi del videogioco si svolgono più o meno nel periodo coperto all'inizio del secondo disco nel videogioco originale per Playstation,.
Si tratta del primo titolo della serie Tales of ad essere lanciato come MMORPG, ed è il primo nato dalla collaborazione fra la Namco e la Dwango. Benché la prima versione giapponese del gioco doveva essere pronta per la primavera del 2005, la prima versione beta non è stata distribuita prima del 7 luglio 2005. Il gioco è stato poi ufficialmente lanciato il 3 marzo 2006.
Nel gennaio 2007, la Namco ha annunciato che il gioco sarebbe stato reso offline il 31 marzo 2007, dopo essere rimasto in linea per appena un anno. La ragione dietro alla fine del servizio va cercata nello scarso numero di giocatori.